# Cantone di Guerlédan
Il cantone di Guerlédan, già cantone di Mûr-de-Bretagne, è una divisione amministrativa dell'Arrondissement di Guingamp e dell'Arrondissement di Saint-Brieuc.
A seguito della riforma approvata con decreto del 13 febbraio 2014, che ha avuto attuazione dopo le elezioni dipartimentali del 2015, è passato da 5 a 24 comuni.

## Composizione
I 5 comuni facenti parte prima della riforma del 2014 erano:
- Caurel
- Mûr-de-Bretagne
- Saint-Connec
- Saint-Gilles-Vieux-Marché
- Saint-Guen

Dal 2015 i comuni appartenenti al cantone sono i seguenti 24, poi diventati 23:
- Allineuc
- Caurel
- Corlay
- Gausson
- Grâce-Uzel
- Guerlédan (fusione di Mûr-de-Bretagne e Saint-Guen)
- Le Haut-Corlay
- Hémonstoir
- Langast
- Merléac
- La Motte
- Plouguenast
- Plussulien
- Le Quillio
- Saint-Caradec
- Saint-Connec
- Saint-Gilles-Vieux-Marché
- Saint-Hervé
- Saint-Martin-des-Prés
- Saint-Mayeux
- Saint-Thélo
- Trévé
- Uzel